# Patricia Veldhuis
Patricia Veldhuis (Ootmarsum, 5 augustus 1969) is een Nederlandse journalist en hoofdredacteur van NRC.

## Carrière
Veldhuis studeerde geschiedenis aan de Radboud Universiteit. Tijdens haar opleiding was ze werkzaam bij het Algemeen Nijmeegs Studentenblad, waar haar interesse voor de journalistiek werd gewekt. Na haar studie zette ze haar carrière voort als freelancer bij Omroep Gelderland, redacteur en later hoofdredacteur bij KUnieuws; later Vox, en medebedenker van en redacteur bij het weekblad Carp*. Veldhuis trad in 2008 in dienst bij nrc.next, de ochtendkrant gericht op jongeren. Daarna bekleedde ze bij NRC de functies van economieredacteur, chef binnenland, chef weekend, redacteur onderwijs en, vanaf augustus 2023, plaatsvervangend hoofdredacteur. Sinds 1 februari 2024 is Veldhuis hoofdredacteur en statutair directeur van NRC.